# نیکون اف۳
نیکون اف۳ (به انگلیسی: Nikon F3) یک دوربین عکاسی تک‌لنزی بازی ساخت شرکت نیکون است.

## نگارخانه

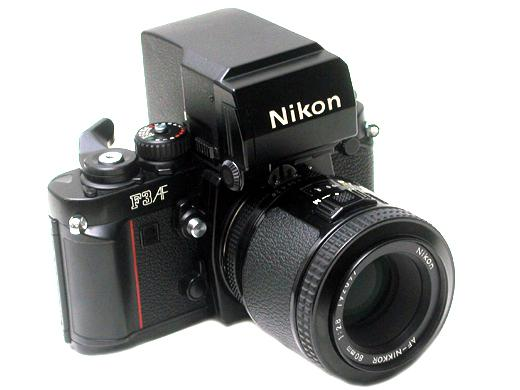
Nikon F3AF
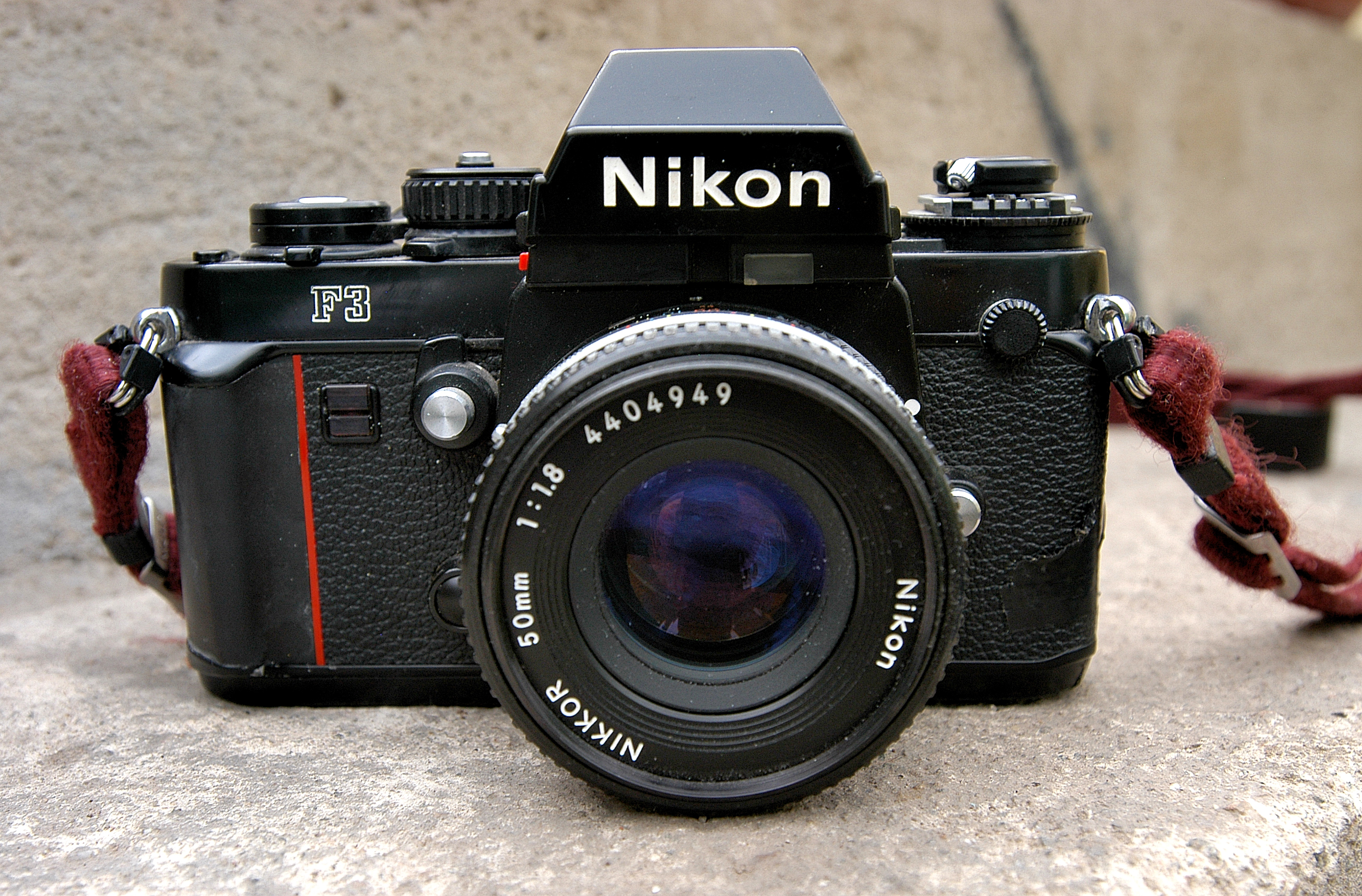
Nikon F3 with Nikkor 50 mm f/1.8
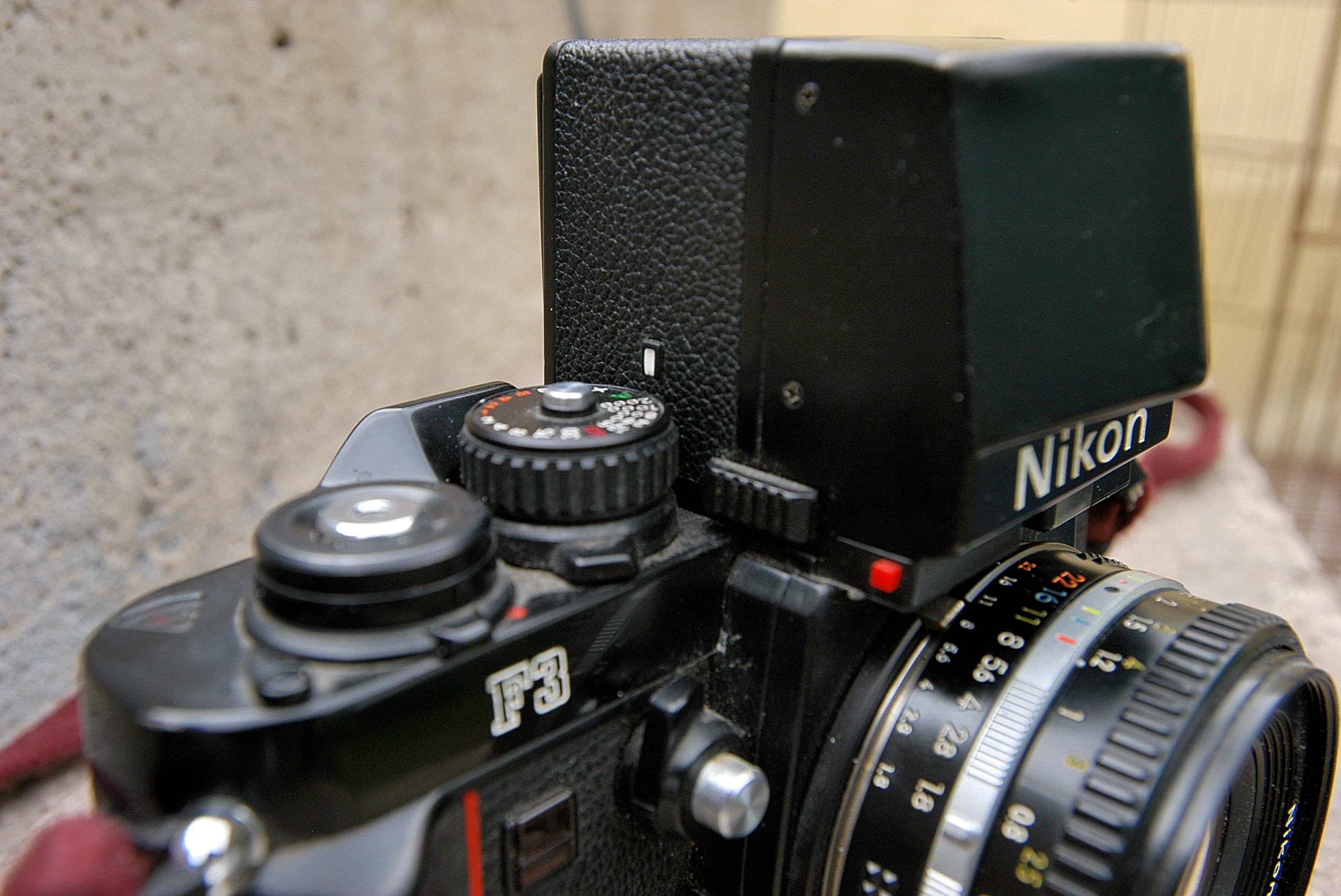
Nikon F3 with DA2 Sport Finder
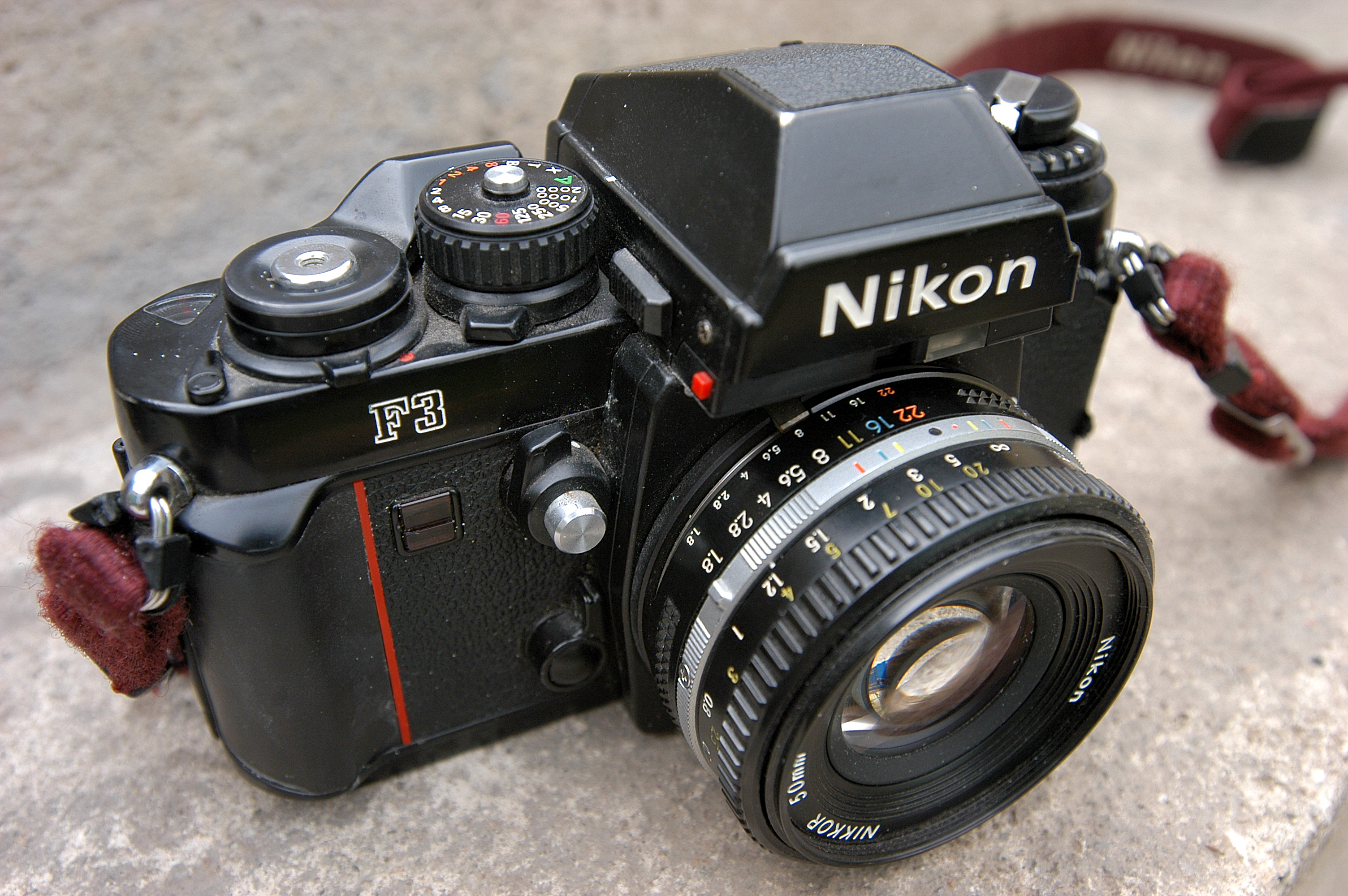
Nikon F3 buttons and knobs
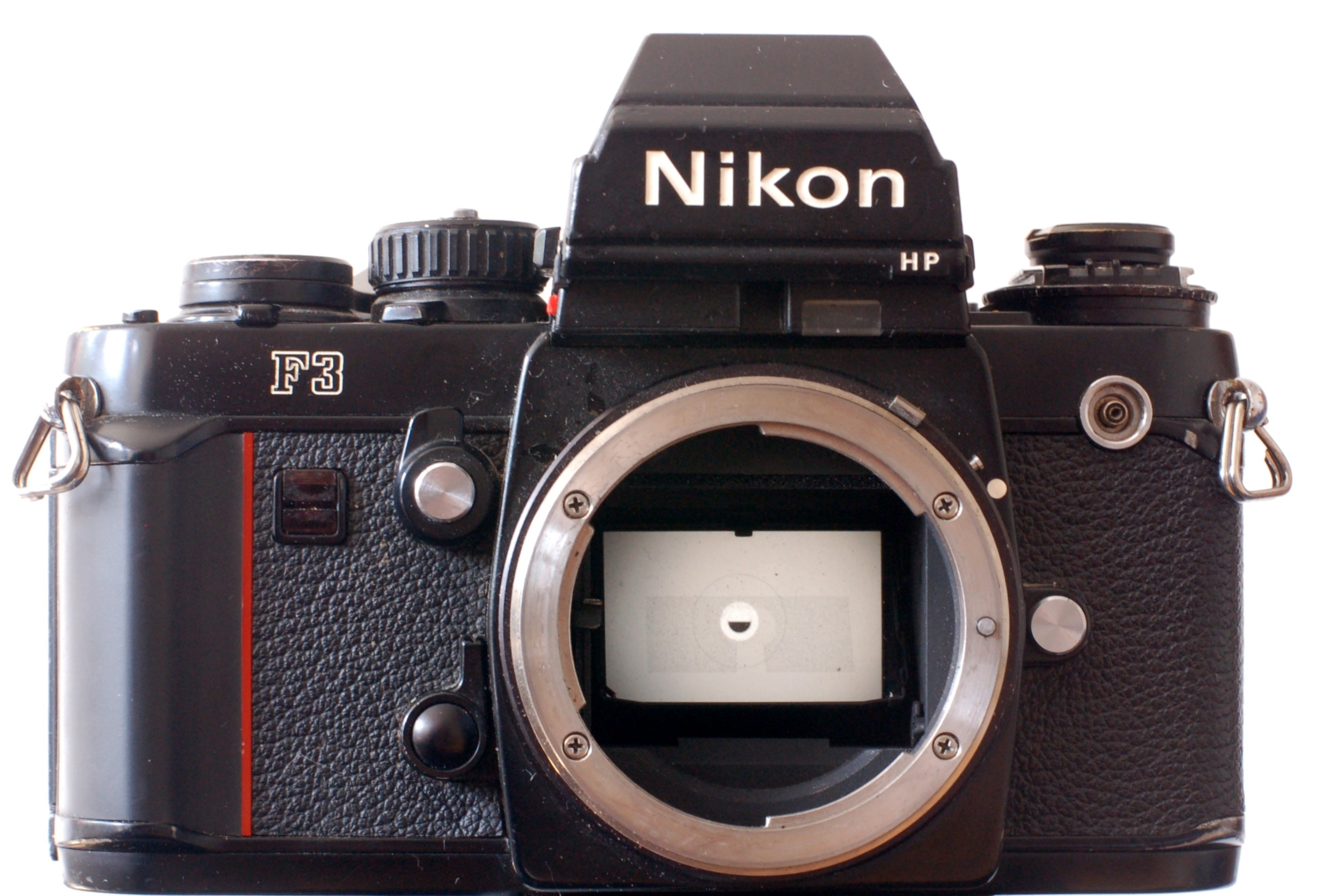
Nikon F3 HP

>